# Cantonul Castelmoron-sur-Lot
Cantonul Castelmoron-sur-Lot este un canton din arondismentul Marmande, departamentul Lot-et-Garonne, regiunea Aquitania, Franța.

## Comune
| Comune                  | Populație (1999) | Cod poștal | Cod INSEE |
| ----------------------- | ---------------- | ---------- | --------- |
| Brugnac                 | 203              | 47260      | 47042     |
| Castelmoron-sur-Lot     | 1.754            | 47260      | 47054     |
| Coulx                   | 243              | 47260      | 47071     |
| Grateloup-Saint-Gayrand | 439              | 47400      | 47112     |
| Labretonie              | 175              | 47350      | 47122     |
| Laparade                | 445              | 47260      | 47135     |
| Verteuil-d'Agenais      | 558              | 47260      | 47317     |